# Otto Auer
Otto Auer (* 4. Jänner 1966 in Hainburg an der Donau, Niederösterreich) ist ein österreichischer Politiker der Österreichischen Volkspartei (ÖVP). Seit 2005 ist er Bürgermeister von Höflein. Vom 12. Dezember 2019 bis zum 22. März 2023 war er vom Landtag von Niederösterreich entsandtes Mitglied des Bundesrates, seit dem 23. März 2023 ist er Landtagsabgeordneter.

## Leben
Otto Auer besuchte nach der Volksschule in Höflein im Bezirk Bruck an der Leitha in Niederösterreich und der Hauptschule in Bruck an der Leitha die Land- und Forstwirtschaftliche Fachschule in Obersiebenbrunn, seine Ausbildung schloss er im Jahr 1988 mit der Meisterprüfung ab. Seit 1991 bewirtschaftet er einen gemischten Ackerbau- und Weinbaubetrieb mit Schweinezucht. 2005 folgte er Franz Rupp als Bürgermeister seiner Heimatgemeinde Höflein nach. Von 2000 bis 2012 war er Vorstandsmitglied des Verbandes Niederösterreichischer Schweinezüchter, 2008 wurde er zu dessen Obmann gewählt. Seit 2005 ist er Vorstandsmitglied der Leaderregion Römerland Carnuntum. 2011 wurde er Bezirksobmann des Bauernbundes Bruck an der Leitha.
Auer war von 2000 bis 2004 Bezirkskammerrat, von 2004 bis 2010 Kammerobmann-Stellvertreter und ab 2010 Landeskammerrat in der Vollversammlung der Landwirtschaftskammer Niederösterreich. Im Dezember 2013 folgte er Josef Pleil als Vizepräsident der Landwirtschaftskammer Niederösterreich nach. Im Oktober 2019 wurde Andrea Wagner neben Landwirtschaftskammerspräsident Johannes Schmuckenschlager und Lorenz Mayr als Spitzenkandidatin für die niederösterreichische Landwirtschaftskammerwahl 2020 präsentiert. Mayr und Wagner folgten nach der Wahl den bisherigen Vizepräsidenten Theresia Meier und Otto Auer nach. Auer wurde am 12. Dezember 2019 vom Landtag von Niederösterreich anstelle von Andrea Wagner als Mitglied des Bundesrates gewählt. Ende April 2020 wurden Mayr und Wagner zu den Vizepräsidenten der Landwirtschaftskammerwahl  Niederösterreich gewählt.
Im Oktober 2021 folgte er Gerhard Schödinger als ÖVP-Bezirksparteiobmann im Bezirk Bruck an der Leitha nach. Für die Landtagswahl 2023 wurde er vom Bezirksvorstand zum ÖVP-Spitzenkandidaten im Bezirk Bruck an der Leitha gewählt. Die ÖVP erreichte dabei auf Bezirksebene ein Grundmandat, auf dem Auer aufgrund der erhaltenen Vorzugsstimmen zu Beginn der XX. Gesetzgebungsperiode in den Landtag einzog.
Auer ist verheiratet und Vater einer Tochter und zweier Söhne.